# Сетигоры
Сетигоры — деревня в Холмогорском районе Архангельской области.

## География
Находится в центральной части Архангельской области на расстоянии приблизительно 11 км на север-северо-восток по прямой от административного центра района села Холмогоры на правом берегу реки Северная Двина.

## История
Деревня упоминалась еще в 1905 году. До 2022 года входила в Луковецкое сельское поселение до его упразднения.

## Население
Численность населения: 6 человек (русские 100 %) в 2002 году, 0 в 2010.